# Рік Скотт
Річард Лінн «Рік» Скотт (англ. Richard Lynn «Rick» Scott; нар. 1 грудня 1952, Блумінгтон, Іллінойс, США) — американський підприємець та політик, який представляє Республіканську партію. 45-й губернатор штату Флорида (4 січня 2011-7 січня 2019). Сенатор від штату Флорида (з 8 січня 2019).

## Біографія
Є випускником Університету Міссурі (Канзас-Сіті), пізніше отримавши диплом юриста у Школі права Південному методистському університеті. Він служив у ВМС Сполучених Штатів, перш ніж почати свою кар'єру у компанії Johnson & Swanson (Даллас), де він став партнером. У 1987 році, у віці 34 років, він став співзасновником Columbia Hospital Corporation, що об'єдналась з Hospital Corporation of America в 1989 році, щоб сформувати Columbia/HCA, яка зрештою стала найбільшою приватною комерційною медичною компанією в США.
Він пішов з посади глави виконавчої ради Columbia/HCA в 1997, ставши венчурним капіталістом.
Скотт оголосив про свій намір балотуватися на посаду губернатора штату Флорида в 2010 році. Він переміг Білла Маккола на республіканських первинних виборах і кандидата від демократів Алекса Сінка в гострому суперництві на загальних виборах.